# 6432 Temirkanov
6432 Temirkanov eller 1975 TR2 är en asteroid i huvudbältet som upptäcktes den 3 oktober 1975 av den ryska astronomen Ljudmila Tjernych vid Krims astrofysiska observatorium på Krim. Den har fått sitt namn efter Yuri Temirkanov.
Asteroiden har en diameter på ungefär 21 kilometer.